# Mesocyclops brevisetosus
Mesocyclops brevisetosus – gatunek widłonoga z rodziny Cyclopidae. Nazwa naukowa tego gatunku skorupiaków została opublikowana w 1987 roku przez zoologów B.H. Dussarta i A.S. Sarnitę. Miejsce typowe znajduje się w Kalimantanie, tj. indonezyjskiej części Borneo.